# Léon Metzinger
Léon Metzinger, né le 9 novembre 1842 à Dijon (Côte-d'Or) et mort le 4 juillet 1914 à Chalezeule (Doubs), est un général de division français, grand-croix de la Légion d'honneur.
Il se  distingue au Tonkin en 1886 puis durant la campagne de Madagascar en 1895. Il est commandant de l'armée des Alpes de 1902 à 1905.

## Biographie

### Famille
Il est le fils de Paul, adjoint à l'intendance militaire, et de Appoline Bathilde Dessirier. Il épouse sa cousine Louise Marie Hippolyte Desirrier le 26 septembre 1876.

### Expédition de Madagascar
Malgré sa vieillesse, il fit la campagne comme général commandant la 1re brigade de l'armée de terre.
Il meurt le 4 juillet 1914 à Chalezeule, Doubs.

## Grades
- 07/11/1861 : Élève-officier
- 01/10/1863 : Sous-lieutenant
- 26/12/1868 : Lieutenant
- 12/12/1870 : Capitaine
- 13/12/1879 : Chef de bataillon
- 29/07/1885 : Lieutenant-colonel
- 21/10/1887 : Colonel
- 28/10/1891 : Général de brigade
- 11/07/1895 : Général de division

## Affectation
- 07/11/1861 : École spéciale militaire, 46e promotion dite du Mexique
- 01/10/1863 : 35e régiment d'infanterie
- 26/10/1878 : 109e régiment d'infanterie
- 21/07/1881 : Légion étrangère
- 13/01/1883 : 66e régiment d'infanterie
- 20/01/1883 : École militaire d'infanterie
- 19/02/1884 : 3e régiment de zouaves
- 29/07/1885 : 70e régiment d'infanterie
- 01/04/1887 : 34e régiment d'infanterie
- 21/10/1887 : 16e régiment d'infanterie
- 28/10/1891 : 60e brigade d'infanterie
- 02/03/1892 : Commandant de la subdivision d'Oran
- 05/01/1895 : Commandant l'avant-garde du corps expéditionnaire de Madagascar
- 26/03/1895 : Commandant la 1re brigade du corps expéditionnaire à Madagascar
- 1896 : Commandant la 29e division d'infanterie
- 1898 : Commandant le 15e corps d'armée
- 1902 : Membre du Conseil supérieur de la guerre

## Décorations

### Décorations françaises
|  |  |  |  |

- Grand-croix de la Légion d'honneur (29 décembre 1904)[1]
- Médaille coloniale
- Médaille commémorative de l'expédition du Tonkin
- Médaille commémorative de Madagascar

### Décorations étrangères
| Ribbon.Castelfidardomedal |

- Croix de Mentana
- Commandeur de l'Ordre du Dragon d'Annam
- Grand officier de l'ordre du Nichan Iftikhar
- Officier de l'Ordre de l'Étoile noire
- Officier de l'Ordre de l'Étoile d'Anjouan